# John Bagot Glubb

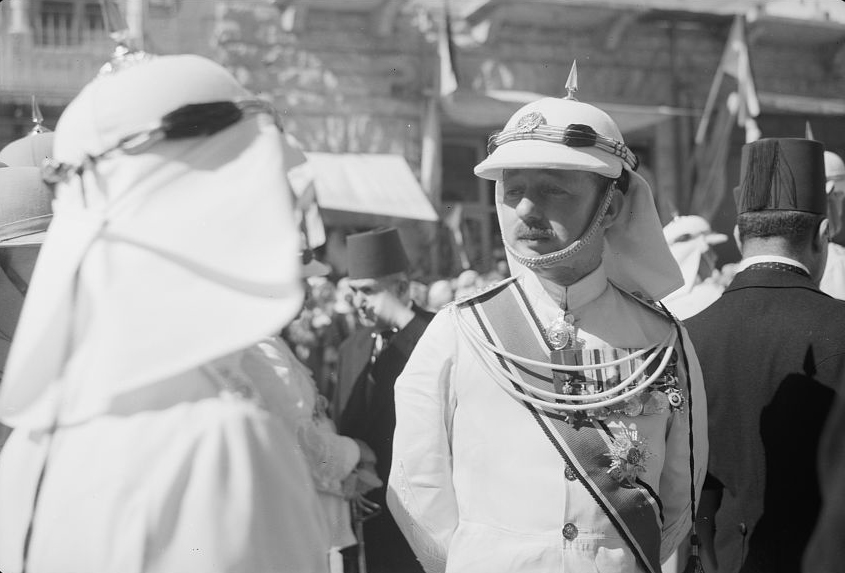
Glubb Pasha en Amán en 1940

El Teniente general Señor John Bagot Glubb, KCB, CMG , DSO, OBE, MC, KStJ, KPM (16 de abril de 1897 - 17 de marzo de 1986), conocido como Glubb Pasha (en árabe: غلوب باشا  ; y conocido como Abu Hunaik por los jordanos), fue un oficial militar británico que dirigió y entrenó al [[Emirato de La Legión Árabe de Transjordania (Transjordania) entre 1939 y 1956 como su comandante general. Durante la Primera Guerra Mundial, sirvió en Francia. Glubb ha sido descrito como una "herramienta integral en el mantenimiento del control británico".

## Vida
Nacido en Preston, Lancashire y educado en el Cheltenham College, Glubb obtuvo una comisión en los Royal Engineers en 1915. En el Frente Occidental de la Primera Guerra Mundial, sufrió una fractura de mandíbula. En años posteriores, esto conduciría a su apodo árabe de Abu Hunaik, que significa "el padre de la pequeña mandíbula". Luego fue transferido al Irak en 1920, que Gran Bretaña había comenzado a gobernar bajo un Mandato de la Sociedad de Naciones después de la guerra, y fue destinado a Ramadi en 1922 "para mantener un puente flotante desvencijado sobre el río [Éufrates], transportado en botes hechos de juncos embadurnados con betún", como él mismo dijo más tarde. Se convirtió en oficial de la Legión Árabe en 1930. Al año siguiente formó la Patrulla del Desierto, una fuerza compuesta exclusivamente por Beduinos – para frenar el problema de las incursiones que asolaba la parte sur del país. En pocos años había persuadido a los beduinos a abandonar su hábito de incursionar en las tribus vecinas. También participó en la represión de la rebelión de los Ikhwan.
En 1939, Glubb sucedió a Frederick G. Peake como comandante de la Legión Árabe (posteriormente conocida como Fuerzas Armadas Jordanas). Durante este período, transformó a la Legión en la fuerza mejor entrenada del mundo árabe. Durante la Segunda Guerra Mundial dirigió ataques contra las fuerzas árabes alineadas con el Eje en el Irak y contra las fuerzas de la Vichy en el Líbano y la Siria.
Durante la guerra árabe-israelí de 1948, la Legión Árabe fue considerada el ejército árabe más fuerte que participó en la guerra. Glubb lideró a la Legión Árabe a través del río Jordán para ocupar Cisjordania (mayo de 1948). A pesar de algunas negociaciones y entendimientos entre la Agencia Judía y Rey Abdullah, se produjeron duros combates en Masacre de Kfar Etzion (mayo de 1948), Jerusalén y Latrun (mayo-julio de 1948). Según Avi Shlaim,

Los rumores de que Abdullah estaba de nuevo en contacto con los dirigentes judíos dañaron aún más su posición en el mundo árabe. Sus numerosos críticos sugirieron que estaba dispuesto a comprometer la reivindicación árabe de toda Palestina con tal de adquirir parte de Palestina para sí mismo. 'Las luchas intestinas de los árabes', informó Glubb, 'están más en la mente de los políticos árabes que la lucha contra los judíos. Azzam Pasha, el mufti y el gobierno sirio preferirían que los judíos obtuvieran toda Palestina antes que que el rey Abdullah se beneficiara.'

Glubb permaneció a cargo de la defensa de Cisjordania después de los armisticio en marzo de 1949. En 1952, surgieron diferencias entre Glubb y el recién llegado rey Hussein I, especialmente sobre los acuerdos de defensa, la promoción de oficiales árabes y la financiación de la Legión. Los nacionalistas árabes creían que la primera lealtad de Glubb era hacia el Reino Unido y que había intentado presionar a Hussein para que se uniera al Pacto de Bagdad. Hussein, que quería distanciarse de los británicos y refutar la afirmación de que Glubb era el verdadero gobernante de Jordania, despidió a Glubb y a varios otros oficiales superiores británicos de la Legión Árabe el 1 de marzo de 1956.
A pesar de su destitución, a la que le fue impuesta por la opinión pública, Glubb siguió siendo un amigo cercano del Rey.
Pasó el resto de su vida escribiendo libros y artículos, principalmente sobre Oriente Medio y sobre sus experiencias con los árabes.
Fue miembro de la Junta de Directores de la Monkton Combe School de 1956 a 1966.
Glubb murió en 1986 en su casa de Mayfield, East Sussex. El rey Hussein pronunció el panegírico en el servicio de acción de gracias por la vida de Glubb, celebrado en la Abadía de Westminster el 17 de abril de 1986. Una vidriera de su iglesia local, la iglesia de San Dunstan, Mayfield, celebra su vida y su legado.
Su viuda murió en 2006, momento en el que sus documentos fueron depositados en el Archivo del Centro de Oriente Medio en el St Antony's College, Oxford.

## Honores
Glubb fue nombrado OBE en 1925; CMG en 1946; y KCB en 1956.
| Ribbon | Descripción                                                   | Notas                             |
|        | Caballero Comendador de la Orden del Baño (KCB)               | - 1956                            |
|        | Compañero de la Orden de San Miguel y San Jorge (CMG)         | - 1946                            |
|        | Orden de Servicio Distinguido (DSO)                           | - 1941                            |
|        | Orden del Imperio Británico (OBE)                             | - 1924                            |
|        | Cruz Militar (MC)                                             | - 1918                            |
|        | Order of Saint John (KStJ)                                    | - 1954, Caballero                 |
|        | King's Police Medal (KPM)                                     | - 1939, por servicio distinguido. |
|        | 1914–15 Star                                                  |                                   |
|        | British War Medal                                             |                                   |
|        | Victory Medal                                                 |                                   |
|        | General Service Medal (1918)                                  |                                   |
|        | Estrella 1939–1945                                            |                                   |
|        | Medalla de Defensa (Reino Unido)                              |                                   |
|        | Medalla de Guerra 1939–1945                                   |                                   |
|        | Orden Suprema del Renacimiento                                | - Orden de El Nahda, 1.ª clase    |
|        | Orden de la Independencia (Jordania)                          | - Orden de El Istiqlal, 1.ª clase |
|        | Medalla de la Legión Árabe de la Segunda Guerra Mundial       |                                   |
|        | Medalla de la Legión Árabe de la Guerra árabe-israelí de 1948 |                                   |
|        | Orden de Al Rafidain                                          |                                   |

## Familia
El padre de Glubb era el mayor general Sir Frederic Manley Glubb, de Lancashire, que había sido ingeniero jefe del Segundo Ejército Británico durante la Primera Guerra Mundial; su madre era Letitia Bagot del Condado de Roscommon.[cita requerida] Era hermano de la piloto de carreras Gwenda Hawkes.
En 1938, Glubb se casó con Muriel Rosemary Forbes, la hija del médico James Graham Forbes. La pareja tuvo un hijo, Godfrey Peter Manley (llamado así en honor al rey cruzado Godofredo de Bouillon) nacido en Jerusalén en 1939, y otro hijo nació en mayo de 1940, pero vivió solo unos días. En 1944 adoptaron a Naomi, una niña beduina que entonces tenía tres meses, y en 1948 adoptaron a dos niños refugiados palestinos llamados Atalla, rebautizados como John y Mary.

## Autobiografía

### Recepción
La historia autobiográfica de Glubb Un soldado con los árabes fue reseñada en The Atlantic Monthly, abril de 1958; The National Review, mayo de 1958; The Saturday Review, febrero de 1958; The Reporter, abril de 1958; The New Yorker, octubre de 1958; y Foreign Affairs, abril de 1958.
En The Reporter, Ray Alan comentó que el libro era más que una simple "apología"; si bien no ofrecía "ningún análisis político serio ni observación social", sí ofrecía perspectivas interesantes sobre el período, incluso si Glubb no estaba en contacto con las tendencias posteriores en la política de Oriente Medio. Lo que Alan encontró más sorprendente fue que Glubb tampoco tenía casi nada nuevo que decir sobre la guerra de Palestina de 1948 "en la que fue un personaje destacado", y en su lugar se dejó llevar por una propaganda autojustificativa. Alan termina su reseña con una larga cita de T. E. Lawrence, en la que reflexiona sobre el papel que puede desempeñar un extranjero y ruega a Dios que "los hombres no salgan, por amor al glamour de la extrañeza, a prostituirse a sí mismos y a sus talentos al servicio de otra raza", sino que les permita "tomar la acción o reaccionar como les plazca a partir de [su] ejemplo silencioso".
En un artículo publicado en la Saturday Review, Carl Hermann Voss comentó que Glubb sirvió con y para los árabes durante 36 años, 17 de ellos para el rey Abdullah de Jordania. La fotografía del retrato tiene el título "Glubb Pasha: 'Yo... fracasé sin esperanza'". Voss dice que el libro está bien escrito, sin importar lo subjetivo que sea.

## Legado
En su colección de poesía de 1993, "Fuera de peligro", James Fenton menciona a Glubb Pasha en "¡Aquí vienen las majorettes de tambor!":
Hay un Gleb en una estepa en una dacha.

Hay un Glob en una excavación en el lado flojo.

Hay un Glubb en la arena (es un pasha).

## Escritos
La fuente de la siguiente bibliografía es Contemporary Authors Online, Gale, 2005. Reproducida en Biography Resource Center. Farmington Hills, Michigan: Thomson Gale. 2005, excepto *.
- (Con Henry Field) Los yazidíes, los sulubba y otras tribus de Irak y regiones adyacentes, G. Banta, 1943.
- La historia de la Legión Árabe., Hodder & Stoughton, 1948, Da Capo Press, 1976.
- Un soldado con los árabes., Hodder & Stoughton, 1957.
- Gran Bretaña y los árabes: un estudio de cincuenta años, de 1908 a 1958, Hodder & Stoughton, 1959.
- Guerra en la Desierto: Una R.A.F. Campaña fronteriza, Hodder & Stoughton, 1960, Norton, 1961.
- Las grandes conquistas árabes, Hodder & Stoughton, 1963, Prentice-Hall, 1964. (vol. 1; 630-680)
- El imperio de los árabes, Hodder & Stoughton, 1963, Prentice-Hall, 1964. (vol. 2; 680-860)
- El curso del imperio: los árabes y sus sucesores, Hodder & Stoughton, 1965, Prentice-Hall, 1966. (vol. 3; 860 en adelante)
- Los siglos perdidos: desde los imperios musulmanes hasta el renacimiento de Europa, Hodder & Stoughton, 1966, Prentice-Hall, 1967. (vol. 4; 1145–1453)
- Siria, Líbano y Jordania, Walker & Co., 1967.
- La crisis de Oriente Medio: una interpretación personal, Hodder & Stoughton, 1967.
- Una breve historia de los pueblos árabes, Stein & Day, 1969.
- La vida y la época de Mahoma, Stein & Day, 1970.
- Paz en Tierra Santa: un análisis histórico del problema palestino., Hodder & Stoughton, 1971 (no disponible en línea el 8 de agosto de 2021).
- Soldados de fortuna: La historia de los mamelucos, Stein & Day, 1973.
- El camino del amor: Lecciones de una larga vida, Hodder & Stoughton, 1974.
- Haroon Al Rasheed y los grandes abasíes, Hodder & Stoughton, 1976.
- En la batalla: Diario de un soldado de la Gran Guerra, Cassell, 1977.
- El destino de los imperios y la búsqueda de la supervivencia., Blackwood (Edimburgo), 1978.
- Arabian Adventures: Diez años de gozoso servicio, Cassell (Londres), 1978.
- Los cambiantes escenarios de la vida: Una autobiografía, Quartet Books (Londres), 1983.